# Komunistički zločin (Poljska)
Komunistički zločin (poljski zbrodnia komunistyczna) je pojam u poljskom kaznenom pravu, koji se na sličan način rabi i u drugim javnim ustanovama u zemljama istočne i srednje Europe. Pojam označava kriminalna djela, koja su počinili ili proveli dužnosnici i službenici komunističkih država.
U poljskom kaznenom pravu komunistički zločin je supresivni čin proveden od strane dužnosnika komunističke države, između 17. rujna 1939. (datum sovjetske okupacije Poljske) i 31. prosinca 1989. (pad komunizma).
Koncept je uveden u 1998. i dorađen nekoliko puta. Koncept je razvijen kako bi se olakšala istraživanja i kazneni progon komunističkih zločina. Izraz je koncepcijski sličan koncepciji nacionalsocijalističkim zločinima.
Komunističke zločine ispituje prvenstveno Poljski Institut nacionalnog sjećanja, koji je utvrđen za istrage protiv komunističkih počinitelja. Dana 31. ožujka 2006. je optužen zbog komunističkih zločina bivši predsjednik komunističkog državnog vijeća Wojciech Jaruzelski.
U Češkoj istrage protiv počinitelja vodi Ured za dokumentaciju i istraživanje zločina komunizma. Ustanova je osnovana 1. siječnja 1995. odlukom ministra unutarnjih poslova.
Komunistički simboli (kao Srp i čekić, crvena zvijezda ili himna SSSR) su u Poljskoj (od 2009.), Mađarskoj (od 1994.), Litva Latvija (od 2008.) ustavno pravno zabranjeni. 
Republika Mađarska je u lipnju 2010. usvojila zakon koji zabranjuje poricanje komunističkih zločina. Tko genocid ili druge zločine protiv čovječnosti pocinjen od strane nacionalsocijalističkog ili komunističkog sustava poriče, ili umanjuje njegove dimenzije može biti kažnjen sa zatvorom do tri godine.

## Vanjske poveznice
- Institut nacionalnog spomena
- http://www.crimelecomunismului.ro/en/  Arhivirana inačica izvorne stranice od 10. kolovoza 2012. (Wayback Machine)
- Službena stranica